# Пануко (река)
Па́нуко (исп. Río Pánuco, произношениео файле) — река в Мексике. Бассейн реки имеет площадь 84956 км² (по другим данным — 83884 км²) и охватывает штаты Мехико, Пуэбла, Идальго, Керетаро, Сан-Луис-Потоси, Веракрус, Гуанахуато, Нуэво-Леон и Тамаулипас. Длина реки — 510 км. Средний расход воды — 481 м³/с.
Пануко начинается в горах Ла-Буфа на высоте около 3800 метров под названием Тепехи, затем меняет название на Тула, в среднем течении носит название Моктесума. По объёму стока занимает четвёртое место в Мексике. Образует речной бассейн, который по площади занимает 4,3 % территории Мексики. Судоходство развито только в нижнем течении (22-км участок) от моста Puente El Prieto до устья.

## История

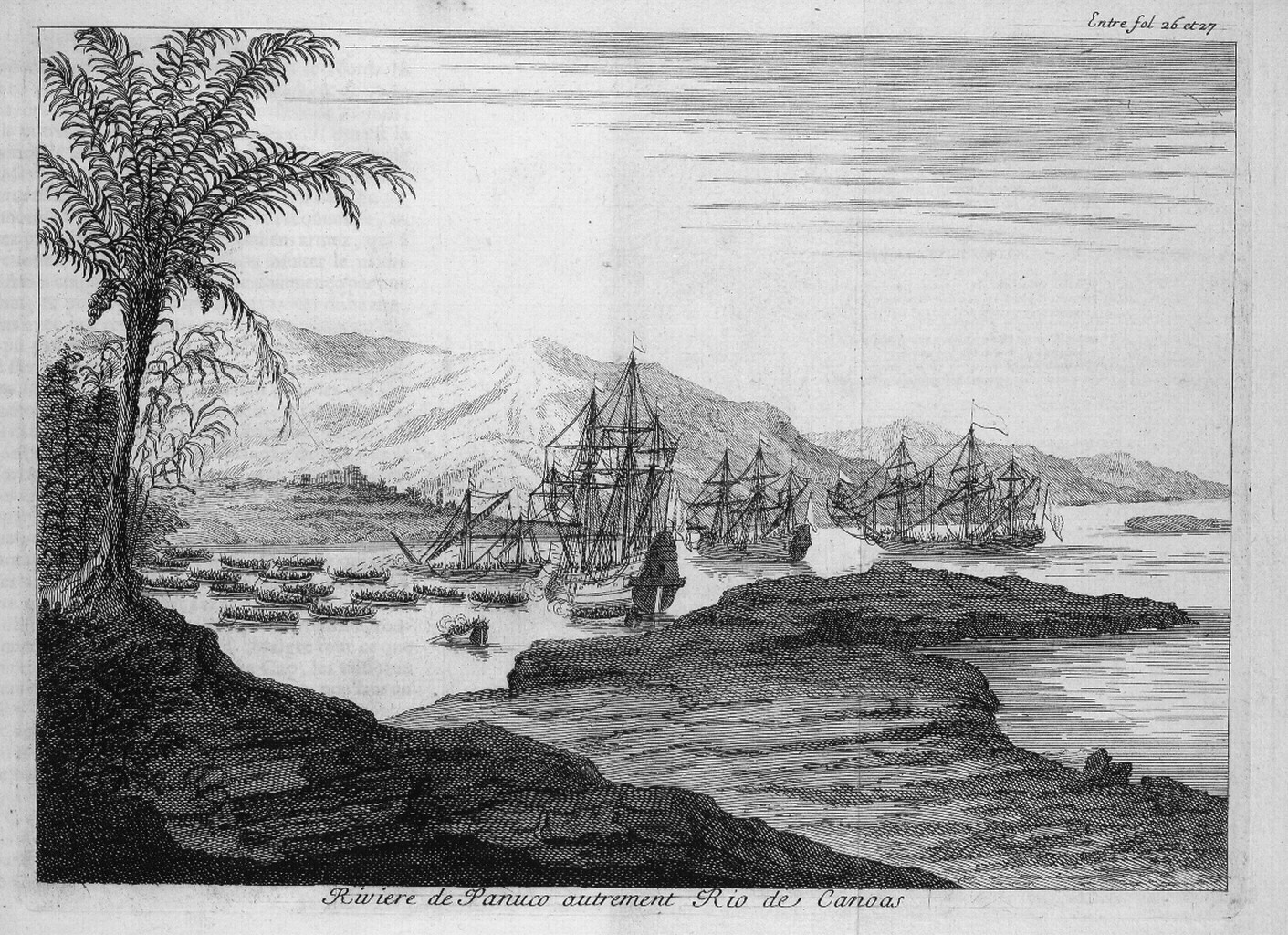
Река Пануко. Гравюра на медной пластине голландского художника Ян Карел Донатус ван Бек (1638—1722).

В 1519 году во время своих картографических экспедиций вдоль западного побережья Мексиканского залива испанский исследователь Альварес де Пинеда основал поселение на реке, которое назвал Лас-Пальмас, однако оно было заброшено после того, как Альварес был убит в бою с индейцами, жившими неподалёку.
17 октября 1988 года был открыт вантовый мост Тампико, который связал между собой Пуэбло-Вьехо и Тампико.

## Фауна
Бассейн реки Пануко богат рыбой. Существует почти 100 видов рыб, некоторые из которых были интродуцированы. Есть много эндемиков: Ataeniobius toweri, Goodea gracilis, Xenoophorus captivus, Notropis tropicus, Cualac tessellatus, Poecilia latipunctata, Herichthys tamasopoensis, Notropis calabazas, Ictiobus labiosus. Кроме того, из этого речного бассейна известно несколько до сих пор неописанных видов. Некоторые эндемики находятся под серьёзной угрозой.